# Seka Aleksić
Svetlana Piljkić (rođena Aleksić; Zvornik, 23. travnja 1981.), poznatija kao Seka, srbijanska je pjevačica, glumica i poduzetnica rodom iz Bosne i Hercegovine. 

## Životopis
Rođena je 23. travnja 1981. godine, u Zvorniku kao dijete majke Ibrime i oca Milorada. Pohađala je osnovnu školu »Mitar Trifunović Učo« u Zvorniku. Dva mjeseca prije završetka četvrtog razreda, cijelu državu je zahvatila oluja rata zbog čega je Seka s bratom i majkom izbjegla u Banju Koviljaču, gdje je završila četvrti razred osnovne škole da bi se nakon godinu dana preselili u Lipolist, kraj Šapca.
Prvi javni nastup u njenoj pjevačkoj karijeri je imala u prnjavorskoj kafani »Evropa«, sa samo 14 godina.
1996. godine Seka napušta srednju školu i potpuno se posvećuje svojoj pjevačkoj karijeri, preuzevši teret hranitelja obitelji. U narednih nekoliko godina, preko Mladenovca, Dvorova, Bijeljine odlazi u Švicarsku, gdje stupa u brak i poslije nekog vremena se i razvodi. Iz Švicarske se vraća u Bijeljinu i nastavlja sa svojom pjevačkom karijerom, prikupljajući novce za svoju prvu ploču.
Od nastupa 2002. na glazbenom festivalu u Ćupriji, koji je bio njen prvi veći nastup kao pjevačice, nastavila je živjeti i raditi u Srbiji sa svojim dečkom, poznatim srpskim menadžerom i producentom, Zoranom Kovačevićem. Poslije prvih javnih nastupa, ljudi su je vidjeli kao novu, suvremenu, srpsko-bosansku folk pjevačicu.
Seka uskoro pokreće svoju liniju odjeće pod nazivom “Rich Bitch”, u isto vrijeme kad je objavljen njen treći album Dođi i uzmi me. Njena druga linija odjeće pod nazivom “Queen” izdana je nakon izlaska njenog četvrtog albuma Kraljica u jesen 2007. Seka je ubrzo raskinula s dečkom i menadžerom s kojim je bila u vezi 5 godina i nastavila suradnju sa Zoranom Kovačevićem. U svibnju 2009. raskinula je i s njim. Uskoro upoznaje Veljka Piljikića, a u prosincu je izdala svoj peti album Slučajni partneri koji je pratio novi imidž.
Seka je u rujnu 2016. rodila sina Jakova kojeg je godinama iščekivala.
Nakon pauze poslije poroda 1. travnja izdaje singl "Evo" koji je doživio veliki uspjeh. Ubrzo nakon toga izdaje uspješni album "Koma" u kojemu se posvetila pop žanru za razliku od prethodnih albuma.
Seka je rodila svog drugog sina Jovana u siječnju 2020. godine.
2022. godine izdaje album "Bioskop"

## Glumački angažmani
Seka je imala značajnu ulogu u srpskom filmu “Mi nismo anđeli 3”, kao “Smokvica”, djevojka turbofolk zvijezde Dorijana. Uloga je prvo ponuđena pjevačici Severini, ali ju je ona odbila. Seka je glumila i u srpskoj seriji "Ljubav, navika, panika". Imala je sporednu ulogu pjevačice imena Vrela Nela.

## Albumi
- Idealno tvoja (2002.)
- Balkan (2003.)
- Dođi i uzmi me (2005.)
- Kraljica (2007.)
- Slučajni partneri (2009.)
- Lom (2012.)
- Lek za spavanje (2015.)
- Koma (2017.)
- Bioskop (2022.)

## Projekti
Moja desna ruka naziv je prvog reality show-a čije je emitiranje započelo sredinom travnja 2010. godine, a u njemu su se sudionici natjecali za Sekinog asistenta.

### Prva sezona
Prva sezona reality showa "Moja desna ruka" započela je u travnju 2010., a završila u lipnju iste godine. Sekina "desna ruka" je izabrana, a njegovo ime je Vukašin Ilić, dvadesettrogodišnji student građevine.

## Vanjske poveznice
- Službene stranice